# Carlina Pereira
Carlina Fortes Pereira (1926 - Praia, 11 de dezembro de 2011) foi uma ativista cabo-verdiana, política e figura proeminente dentro do movimento de independência do país durante a era colonial portuguesa . Após a independência, tornou-se na primeira-dama de Cabo Verde durante a presidência do marido, Aristides Pereira . 
Carlina casou-se com Aristides Pereira, futuro Presidente de Cabo Verde. Durante a década de 1960, mudou-se do Cabo Verde português para Conacri, na Guiné, onde o seu marido, também membro do Partido Africano para a Independência da Guiné e Cabo Verde (PAIGC), residia no exílio. 
Carlina Pereira tornou-se a primeira dama de Cabo Verde em 1975 após a independência de Portugal .  Foi também eleita presidente honorária da Organização das Mulheres Cabo-verdianas (OMCV) no mesmo período.  Ocupou o cargo de primeira-dama de 1975 até 1991, quando o presidente abdicou do cargo.  Foi sucedida no papel pela segunda primeira-dama de Cabo Verde, Tuna Mascarenhas .
Carlina e Aristides Pereira sofreram de problemas de saúde nos últimos anos.   Carlina  adoeceu com uma moléstia de longa duração a partir de 2009.  Em 2010, foi transportada para Portugal para tratamento médico.  Voltou a Cabo Verde em junho de 2011, pois teria desejado passar o resto da vida em sua casa no bairro da Prainha, na Praia. 

O ex-presidente Aristides Pereira faleceu em Portugal em 22 de setembro de 2011, após complicações de diabetes e cirurgia para reparar um fêmur fraturado.  Carila Pereira, que estava com a saúde debilitada, faleceu  três meses após, em 11 de dezembro de 2011, na Praia, Cabo Verde, com 85 anos de idade.  Ela deixou suas duas filhas, Estela Maria Pereira e Manuela Pereira. 